# Drumlažno
Drumlažno je naselje v Občini Slovenska Bistrica.